# Kashinsky (huyện)
Kashinsky (tiếng Nga: Кашинский райо́н) là một huyện hành chính tự quản (raion), một trong 36 quận ở tỉnh Tver, Nga. Huyện nằm ở phía đông của tỉnh và giáp với huyện Kesovogorsky ở phía bắc, huyện Uglichsky của tỉnh Yaroslavl ở phía đông, huyện Kalyazinsky ở phía đông nam, huyện Kimrsky ở phía nam, huyện Rameshkovsky ở phía tây và với huyện Bezhetsky ở phía tây bắc.